# Ситгик стадион
Ситгик стадион (енгл. SeatGeek Stadium) је фудбалски стадион у Бриџвјуу, америчкој држави Илиноис, око 19 километара југозападно од центра Чикага. То је домаћи стадион чикашке Црвене звезде Националне женске фудбалске лиге (НВСЛ), ФК Чикаго фире II, МЛС Нект Проа, Чицаго хаус АЦ из Средњезападне Премијер лиге (МПЛ) и Чикаго Стејт кугарса мушке лиге и женски фудбалски тимови НЦАА дивизије I. Стадион је такође био домаћин Чикаго фајерса из Мајор лиге фудбала, Чикаго машина из Мајор лиге лакрос и Чикаго блис из Легендс фудбалске лиге (ЛФЛ). Првобитно названа „Тојота Парк” када је отворен 11. јуна 2006. године, објекат има капацитет од 20.000 и изграђен је по цени од око 100 милиона долара. Уговор о правима имена са СеатГееком ступио је на снагу након сезоне 2018. Чикаго фајерса.

## Историја
Чикаго фајер је ушао у МЛС као тим за проширење 1998. године, играјући прве четири сезоне на Солџиер филду у Чикагу, који су делили са Чикашким медведима Националне фудбалске лиге (НФЛ). Почевши од 2002. године, клуб се преселио на стадион Кардинал (сада стадион Бенедети-Верли) у Нејпервил на две сезоне, док је трајала реновација Солџер фиелда, што је довело до позива за организовање посебног фудбалског игралишта. Фире је примио неколико понуда пре него што је 2003. објавио Бриџвју као победника. Изградња игралишта у Бриџвјуу почела је 30. новембра 2004. године и завршена је 11. јуна 2006. године.

### Права на именовање
Године 2006. Тојота је склопила десетогодишњи уговор о правима имена и преименовала нови стадион у Тојота Парк. У 2016. је објављено да се Тојота одлучила да не обнавља своја права на име.  Упркос томе, стадион је и даље био познат као Тојота парк током сезоне 2018. године. Након тога, нови спонзор СеатГеек преузео је права на именовање стадиона почевши од Чикаго фајерс сезоне 2019. године.
Уговор о правима именовања потписан 2018. годинеи  био је први такав уговор који је СеатГеек склопио.  Саопштено је да ће као део договора, СеатГеек такође служити као примарни сервис за продају карата почевши од 2019. године. Компанија је обећала да ће радити на „довођењу више програма уживо, укључујући премијерне концерте, музичке фестивале и међународне спортске догађаје“ на стадион.

## Већи фудбалски догађаји
| Датум               | Екипа                                    | Такмичење                               | Посета |
| ------------------- | ---------------------------------------- | --------------------------------------- | ------ |
| 10. септембар 2008. | Сједињене Државе 3 : 0 Тринидад и Тобаго | Конкакаф трећи круг квалификација 2010. | 11.452 |
| 11. октобар 2016.   | Мексико 1 : 0 Панама                     | Пријатељска                             | 19.017 |
| 8. јун 2021.        | Канада 4 : 0 Суринам                     | Конкакаф први круг квалификација 2022.  | 0      |
| 15. јун 2021.       | Канада 3 : 0 Хаити                       | Конкакаф други круг квалификација 2022. | 0      |